# Perches
Perches (Haïtiaans-Creools: Pèch) is een stad en gemeente in Haïti met 11.600 inwoners. De plaats ligt 40 km ten zuidwesten van de stad Cap-Haïtien. De gemeente maakt deel uit van het arrondissement Fort-Liberté in het departement Nord-Est.
Er worden citrusvruchten verbouwd. Ook is er goud gevonden.

## Indeling
De gemeente bestaat uit de volgende sections communales:
| Nr. | Naam               | Km²   | Inw.2015 |
| --- | ------------------ | ----- | -------- |
| 1   | Haut des Perches   | 15,35 | 2.082    |
| 2   | Bas des Perches II | 24,29 | 9.474    |